# グラナリオーネ
グラナリオーネ（イタリア語: Granaglione）は、イタリア共和国エミリア＝ロマーニャ州ボローニャ県に存在した基礎自治体（コムーネ）。
2016年1月1日に、ポッレッタ・テルメと合併して、アルト・レーノ・テルメとなった。